# Gueorgui Vladímov
Gueorgui Nikolàievitx Vladímov, rus: Гео́ргий Никола́евич Влади́мов (cognom real Volossévitx, rus: Волосе́вич, Khàrkiv, 19 de febrer de 1931 - Frankfurt del Main, 19 d'octubre de 2003) fou un dissident i escriptor rus.

## Biografia
Nascut en una família de professors de llengua i literatura russes, el seu pare, Nikolai Stepànovitx Volossévitx (va desaparèixer durant la Gran Guerra Patriòtica) i la seva mera, Maria Oskarovna Zeifman (1902–1984), aviat es van divorciar; fou criat per la seva mare. La germana del pare de Vladímov, Aliona Stónova (per matrimoni Kritxévskaia), després de la mort dels seus pares, va ser criada a la família de l'escriptor Dmitri Stónov (nascut Vlodavski, 1898-1962). La mare va treballar durant molts anys per compte propi al diari del districte de Puixkin Vperod, on dirigia la capçalera de dissabte "Kuzma Priparkin — reportior".
La seva mare fou arrestada per motius desconeguts el 1952. El 1953, Vladímov es graduava a la facultat de dret de la Universitat de Leningrad. A causa del destí desconegut del seu pare (que era sospitós d'haver-se passat al bàndol alemany) i de l'arrest de la seva mare, no va poder trobar feina permanent durant molt de temps. Entre 1954-1959 va treballar com a crític literària, inicialment en petites revistes, i des de 1956 com a cap del departament de prosa de Novi Mir. Va debutar com a escriptor el 1961 i el tema del període inicial de la seva obra fou el motiu d'un home en el procés de treball, explotat de bon grat a la literatura d'aquest moment. Vladímov, tanmateix, el va mostrar d'una manera poc convencional, minant la fórmula tradicional d'una novel·la de producció. Durant aquest període va rebre un gran reconeixement per la novel·la "Gran mena", rus: Большая руда Bolxaia radà (1961), però el 1969 va ser censurat per la novel·la "Tres minuts de silenci", rus: Три минуты молчания Tri minuti moltxània (publicada després d'una seriosa "retallada"). El 1962-1963 va escriure el seu llibre més famós, "El fidel Ruslan", rus: Верный Руслан Verni Ruslan, que va ser bloquejat per la censura i va aparèixer a l'URSS només el 1989 (va aparèixer per primera vegada a Alemanya Occidental el 1975).
El començament de la seva activitat dissident es remunta a mitjans dels anys seixanta. El 1967 va escriure una carta oficial al Quart Congrés d'escriptors de l'URSS, en la qual demanava, entre d'altres, un discussió seriosa sobre les declaracions de Soljenitsin sobre la censura. El 1978 va defensar públicament els acusats d'espionatge Iuri Orlov, Aleksandr Guínzburg i Natan Xaranski. Finalment, va renunciar a la pertinença a la Unió d'Escriptors Soviètics i va assumir el càrrec de president de la secció de Moscou d'Amnistia Internacional. El 1983 es va veure obligat a emigrar i va marxar cap a Alemanya Occidental. Del 1984 al 1986 fou Redactor en cap de la revista d'emigrants Grani. La seva última novel·la fou "El general i el seu exèrcit", rus: Генерал и его армия Gueneral i iego àrmia (1994). Aquest llibre va ser guardonat el 1995 amb el Premi Booker rus i també va aconseguir el premi Booker de la dècada.
El 1990 se li va restituir la ciutadania soviètica. El 2000 se li va concedir la ciutadania russa. El 2003 fou un dels treballadors culturals i científics que van demanar a les autoritats russes que detinguessin la guerra a Txetxènia i passessin al procés de negociació.
Va morir a Frankfurt am Main, Alemanya i va ser enterrat al cementiri de Peredélkino, prop de Moscou.